# Scientific American Mind
Scientific American Mind è stata una rivista di divulgazione scientifica americana bimestrale, che trattava di psicologia, neuroscienze e discipline correlate. Fondata nel 2004, è stata pubblicata dalla Nature Publishing Group, che pubblica anche Scientific American. La redazione ha avuto sede a New York.
Il numero di maggio/giugno 2017 è stato l'ultimo numero pubblicato in formato cartaceo; i numeri successivi sono disponibili tramite piattaforme digitali.